# Рико дел Голфо (Ла Специја)
Рико дел Голфо је насеље у Италији у округу Ла Специја, региону Лигурија.
Према процени из 2011. у насељу је живело 1072 становника. Насеље се налази на надморској висини од 145 м.